# 디곡신
디곡신(digoxin, 브랜드명: Lanoxin 등)은 다양한 심혈관계 질환을 치료하기 위해 사용되는 약물이다. 대부분은 심방세동, 심방조동, 심부전을 대상으로 사용된다. 디곡신은 구강이나 정맥 주사를 통해 투여한다.
일반적인 부작용으로는 유방확대가 포함되며, 그 밖의 다른 부작용들은 대개 과도한 복용으로 인한 것이다. 이 부작용들에는 부정맥, 오심(속쓰림), 구토, 두통, 시야혼탁(황색증) 및 졸음, 식욕 부진이 포함될 수 있다. 노인과 신장 질환이 있는 환자에게는 더 많은 주의가 필요하다. 임신 중에 투여해도 안전한지의 여부에 관해 분명하지 않다. 디곡신은 강심 배당체 계열의 약물에 속한다.
디곡신은 1930년 디기탈리스 식물 디기탈리스 라타나로부터 최초로 분리되었다. 의료제도에 필수적인 가장 효과적이고 안전한 의약품 목록인 WHO 필수 의약품 목록에 등재되어 있다. 개발도상국의 도매가는 한 달에 대략 US$0.21–6.60이다. 미국에서는 2015년 기준으로 대체적으로 한 달에 $25 미만의 비용이 든다. 2016년, 미국에서는 400만 건 이상의 처방과 더불어 145번째로 처방을 많이 받은 약물이었다.

## 추가 문헌
- Rang HP, Dale MM, Ritter JM, Moore PK (2003). 《Pharmacology》 5판. Edinburgh: Churchill Livingstone. ISBN 0-443-07145-4.
- en:Summary of Product Characteristics, Digoxin 0,125 mg, Zentiva a.s.
- Lüllmann (2003). 《Pharmakologie und Toxikologie》 15판. Georg Thieme Verlag. ISBN 3-13-368515-5.
- en:Lanatoside C (isolanid, Cedilanid – four glycoside analog), en:Digoxigenin (aglycone analog)
- Goldberger AD, Alexander GC (2014). “Refitting the Foxglove: Digoxin Use in Contemporary Clinical Practice”. 《JAMA Internal Medicine》 174: 151. doi:10.1001/jamainternmed.2013.10432.